# 全国男子篮球联赛
全国男子篮球联赛（NBL）是继中国男子篮球职业联赛（CBA）之下的中国男子篮球第二級联赛，在2005年之前被称为中国男子篮球联赛（CBL），由於英文縮寫和中国棒球联赛相同而改名。

## 发展历史
2004年，中国篮协将原第二级联赛（甲B联赛）和第三级联赛（乙级联赛）合并重组，命名为中国男子篮球联赛（Chinese Basketball League），简称CBL。由于和中国棒球联赛的简称重名，2006年，联赛改名为全国男子篮球联赛（National Basketball League），简称NBL。
它与中国篮协组织的另一联赛——中国男子篮球职业联赛（CBA）没有必然的升降级关系，但想参加CBA的俱乐部，其球队必须先参加NBL联赛。排名前列的球队经中国篮球协会准入考察合格有可能升入CBA联赛，但两个联赛之间并没有固定的升降级关系。
2004年云南红河、2005年东莞新世纪、2006年浙江广厦均是直接以联赛冠军身份取得了CBA参赛资格。
2007年起，NBL的冠军不再直接取得CBA的参赛资格，而是需要参加资格准入评估。2007、2008综合两年成绩+准入制的升级规则，引发了争议一时的“凤铝事件”，天津和青岛也成为CBA2013年再次扩军前最后两个转入CBA的“幸运儿”。
2009年之后，连续3年，CBA停止扩军，NBL也就没有球队再能进入CBA，也导致了大量俱乐部的昙花一现。很多俱乐部参加几届联赛后宣布退出。
2010年，黄健华为首的QSL（骑士体育联盟）与中国篮协签约运营NBL，希望学习美国NFL的经营模式，将其营造成一个能够与CBA分庭抗礼的独立的篮球联赛。当年起，NBL不仅修改了赛制，还组织了大学生球员选秀和外援选秀等活动。但仅在一年后的2011年，黄健华就淡出NBL的运营。
2012年底，CBA重新计划扩军，才吸引了更多俱乐部对NBL联赛的兴趣。新的评估标准，不仅引入了新的投资商，也导致了不少俱乐部搬迁主场，如东莞柏宁、广州自由人、香港新丽宝等。

## 参赛制度

### 2004年-2009年
参赛球队首先被分成两个并列的小组，分别在两个赛区进行第一阶段赛会制比赛。第一阶段根据上一赛季比赛成绩，按蛇行排列进行分组，比赛采用单循环赛制。
第二阶段分成A、B两组。A组参赛队为第一阶段两个赛区各自的前四名，采用主客场制进行1-8名的比赛。
第一阶段两个赛区未能进入决赛阶段比赛的球队将进行第8名之后的B组赛（又称排位赛）。
参赛球队第一阶段不允许引进外援，第二阶段每支球队可以拥有一名外援加盟。

### 2010年之后
2010年，NBL联赛赛制发生较大变化，首先举行了赛会制的资格赛，资格赛前2名与去年A组赛前8名直接参加A组主客场联赛。并在双循环联赛之后组织了淘汰制季后赛，决出总冠军。其他球队参加B组赛。
2011年延续了2010年的竞赛规则。2012年起，赛季初的资格赛被取消，直接由上赛季B组赛成为晋级赛，其优胜者具有参加A组赛的准入资格。事实上，NBL联赛已经实质上成为两级联赛：NBL（A组赛）和资格赛。

## 参赛球队

### 当前参赛队
2025年度/赛季共8支球队参加了A组赛。
广西威壮、湖北文旅、香港金牛、长沙勇胜、江西鲸裕清酒 、石家庄翔蓝、合肥狂风峻茂、盐南汤沟国藏。

### 以前参赛队
2024年度/赛季共10支球队参加了A组赛。
广西威壮、安徽文一、香港金牛、河南赊店老酒、长沙湾田勇胜、江西赣驰 、石家庄翔蓝、合肥狂风峻茂、江苏汤沟国藏、武汉锟鹏 。

2023年度/赛季共12支球队参加了A组赛。
广西威壮、陕西信达、安徽文一、香港金牛、河南赊店老酒、长沙湾田勇胜、辽宁益胜/辽宁益胜雪狼、江西赣驰、石家庄翔蓝、合肥狂风、江苏盐南苏科、武汉锟鹏 。

2022年度/赛季共10支球队参加了A组赛。
广西威壮、陕西信达、安徽文一、长沙湾田勇胜、佛山功夫小子、海南海口海象（暂时退出）、石家庄翔蓝、福建风之子、江苏盐南苏科、武汉锟鹏。

2021年度/赛季共14支球队参加了A组赛。
陕西信达、安徽文一、广西威壮、长沙金健米业、武汉当代、佛山功夫小子、重庆华熙国际、河南赊店老酒、福建风之子、河北翔蓝、海南海口海象、北京雄鹿、江苏盐南苏科、新疆天山雄鹰。

2020年度/赛季共11支球队参加了A组赛。
安徽文一、广西威壮、陕西信达、长沙金健米业、河南赊店老酒、重庆华熙国际、武汉当代、福建风之子、佛山功夫小子、河北翔蓝、海南金星海象。

2019年度/赛季共13支球队参加了A组赛。
安徽莆田兴发、安徽文一、北京雄鹿、重庆华熙国际、广西威壮、贵州古雾堂茶、河北翔蓝、合肥原创、河南赊店老酒、湖南金健米业、洛阳金星海象、陕西信达、武汉当代。

2018年度/赛季共15支球队参加了A组赛。
陕西信达、安徽文一、湖南金健米业、洛阳金星、贵州古雾堂茶、重庆三海兰陵、河南赊店老酒、广西威壮、拉萨净土、福建江淮闪电、北京东方雄鹿、河北翔蓝、江苏国立雄狮、合肥原创、武汉当代。

2017年度/赛季共14支球队参加了A组赛。
安徽文一、贵州森航、河南赊店老酒、河北翔蓝、陕西信达、洛阳中赫、广西威壮、重庆三海兰陵、北京东方雄鹿、湖南金健米业、江苏国立雄狮、福建闪电、拉萨净土、东部原创。

2016年度/赛季共14支球队参加了A组赛。
广西威壮、陕西信达、贵州森航、河南赊店老酒、东部陆军（前南京军区悦达）、安徽文一、安徽江淮闪电、北京东方雄鹿、洛阳金星（前郑州大运）、拉萨净土、湖南金健米业、河北翔蓝、江苏国立雄狮、江苏华兰。

2015年度/赛季共9支球队参加了A组赛。
广西威壮、陕西渭南信达/陕西信达 、贵州森航、河南赊店老酒、南京军区悦达、安徽文一、北京东方雄鹿、郑州大运、拉萨净土。

2014年度/赛季共10支球队参加了A组赛。
江苏同曦、重庆翱龙、陕西渭南信达/陕西信达、湖南柏宁、黑龙江丰绅、南京军区悦达、广西威壮、江西鑫业、河南赊店老酒、贵州森航。

2013年度/赛季共10支球队参加了A组赛。
广州六穗、广州自由人、江苏同曦、湖南柏宁、河北清泉、黑龙江丰绅、四川金强、南京军区悦达、江西鑫业、香港信达。

2012年度/赛季共10支球队参加了A组赛，两支球队香港新丽宝、河南济源煤业参加B组赛。B组赛总共有8支球队参加。

A组赛
广州星堡酒庄、广州自由人、江苏同曦、河北清泉、长沙柏宁、黑龙江丰绅、四川金强、南京军区悦达、香港新丽宝、河南济源煤业。

B组赛
江西鑫业、威海新力、山西圣奥、江苏国立、广西威壮、湖北、香港新丽宝、河南济源煤业。

2011年度/赛季共10支球队参加了A组赛,两支球队黑龙江丰绅、杭州永通参加B组赛。B组赛总共有7支球队参加。

A组赛
江苏同曦、广州黄埔、四川金强、河北清泉、黑龙江丰绅、沈阳东进、广州自由人、广东长安、宁夏哈纳斯、杭州永通。

B组赛
黑龙江丰绅、山西圣奥、香港、南京部队、河南济钢、辽宁三沟、广西。

2010年度/赛季共10支球队参加了A组赛,8支球队参加了B组赛。

A组赛
四川金强、广州黄埔、沈阳东进、杭州永通、广东长安、广州自由人、江苏同曦、河南济钢、黑龙江丰绅、辽宁西洋肥业。

B组赛
河北清泉、山西圣奥、宁夏哈纳斯、香港、安徽九方、辽宁三沟、广西、湖北。

2009年度/赛季共16支球队参加了A组赛。

A组赛
东莞柏宁、江苏同曦、 河南济源钢铁、 广州自由人 、广州六穗、杭州永通、沈阳东进、黑龙江肇州丰绅、安徽九方、河北清泉、山西圣奥、湖北、四川、 宁夏哈纳斯、广西、 鞍山西洋。

2008年度/赛季共17支球队参加了A组赛。 
天津荣程、 河南济钢、河北清泉、山西圣奥、大连鸿安、深圳新胜威、 江苏同曦、惠州烽驰、广东凤铝、 青岛双星、黑龙江、 东莞柏宁、四川、湖北、广西/广西李宁 、杭州永通、鞍山西洋。

2007年度/赛季共14支球队参加了A组赛。
天津荣钢、河南济钢、四川、 广西、 河北清泉、黑龙江、青岛双星、 东莞柏宁、 湖北、 鞍山西洋、 广东凤铝、 大连鸿安、深圳新胜威、山西圣奥。

2006年度/赛季共13支球队参加了A组赛。
浙江广厦、黑龙江大庆油田、河北清泉、湖北、吉林澳华职业篮球俱乐部、河南济源钢铁、天津荣钢、青岛双星、四川、广西、重庆、东莞柏宁、鞍山西洋。

2005年度/赛季共13支球队参加了组赛。
A组赛
东莞新世纪、浙江广厦、黑龙江大庆油田、吉林澳华职业篮球俱乐部、湖北、重庆、河北、
天津天大力能、山西宇晋、四川、广西、青岛双星、河北唐山冀东水泥。

2004年度/赛季共13支球队参加了组赛。
云南红河、沈部、河北冀东水泥、四川时代冰川、山西宇晋、黑龙江大庆、东莞新世纪、天津大港、河北、湖北、重庆、广西、吉林澳华职业篮球俱乐部。

## 已退出球队

#### 加入CBA
从2004年起至2014年止，共有8支队因加入CBA联赛而离开NBL（括号中为该队最后一次参加NBL的年度）：
云南红河（2004）、东莞新世纪（2005）、浙江广厦 （2006）、天津荣钢（2008）、青岛双星（2008）、四川金强（2013）、江苏同曦（2014）、重庆翱龙（2014）。

#### 退出联赛
下列球队均为参加过NBL联赛，但最终因各种原因退出NBL联赛（括号中为该队最后一次参加NBL的年度）：
更新至2025年全国男子篮球联赛(NBL)
| 球队名字                         | 年份/日期  | 备注         |
| -------------------------------- | ---------- | ------------ |
| 云南红河                         | （2004年） | 加入CBA联赛  |
| 河北冀东水泥/河北唐山冀东水泥    | （2005年） |              |
| 唐山清泉/河北唐山/河北唐山清泉   | （2005年） |              |
| 山西宇晋                         | （2005年） |              |
| 东莞新世纪                       | （2005年） | 加入CBA联赛  |
| 重庆                             | （2006年） |              |
| 吉林澳华                         | （2006年） |              |
| 浙江广厦                         | （2006年） | 加入CBA联赛  |
| 大连鸿安                         | （2007年） |              |
| 广东凤铝                         | （2008年） |              |
| 深圳新胜威                       | （2008年） |              |
| 天津荣钢                         | （2008年） | 加入CBA联赛  |
| 青岛双星                         | （2008年） | 加入CBA联赛  |
| 安徽九方                         | （2010年） |              |
| 鞍山西洋                         | （2010年） |              |
| 湖北卓安 †                       | （2011年） |              |
| 杭州永通                         | （2011年） |              |
| 宁夏哈纳斯                       | （2011年） |              |
| 沈阳东进                         | （2011年） |              |
| 辽宁三沟                         | （2011年） |              |
| 山西圣奥                         | （2012年） |              |
| 威海新力                         | （2013年） |              |
| 河北清泉                         | （2013年） |              |
| 广州六穗                         | （2013年） |              |
| 四川金强                         | （2013年） | 加入CBA联赛  |
| 湖南柏宁                         | （2014年） |              |
| 黑龙江丰绅                       | （2014年） |              |
| 江西鑫业                         | （2014年） |              |
| 湖北马可波罗                     | （2014年） |              |
| 江苏同曦                         | （2014年） | 加入CBA联赛  |
| 重庆翱龙/重庆黑山谷              | （2014年） | 加入CBA联赛  |
| 江苏国立雄狮                     | （2018年） |              |
| 拉萨净土                         | （2018年） |              |
| 贵州古雾堂茶                     | （2019年） | 于2020年解散 |
| 武汉当代                         | （2021年） |              |
| 重庆华熙/重庆华熙国际            | （2021年） | 于2022年解散 |
| 北京雄鹿/北京东方雄鹿            | （2021年） | 于2022年解散 |
| 新疆天山雄鹰                     | （2021年） | 于2023年解散 |
| 海南海口海象/海口海象/海南海象 † | （2022年） |              |
| 陕西信达                         | （2023年） |              |
| 辽宁益胜/辽宁益胜雪狼            | （2023年） |              |
| 河南赊店老酒                     | （2024年） |              |
| 安徽文一                         | （2025年） |              |

† 2011年NBL赛季开赛前，湖北卓安已经取得了参赛资格，然而这支在2011年才成立的球队只组织了1天集训，球员在领完装备后回去不久俱乐部就解散了，因此并没有实际参与该赛季的NBL比赛。
† 在2022年NBL赛季开时的时候，海南海口海象/海口海象/海南海象在完成第一轮比赛后，球队17人集体感染新冠病毒。为了俱乐部集体人员的身体健康，宣布暂时退出NBL2022赛季。

#### 暂时退出联赛
下列球队均为参加过NBL联赛，但最终因各种原因暂时退出NBL联赛（括号中为该队最后一次参加NBL的年度）：
| 球队名字 | 年份/日期 | 备注 |
| -------- | --------- | ---- |

## 历年球队队名变迁
备注：各支球队队名变迁的排名是按照年份来排而并非成绩。
更新至2025年全国男子篮球联赛(NBL)
| 编号 | 队名变迁 | 备注 |
| ---- | --- | --- |
| 1.   | 云南红河（2004年） | 加入CBA联赛 |
| 2.   | 东莞新世纪 （2004年-2005年） | 加入CBA联赛 |
| 3.   | 山西宇晋 （2004年-2005年） | |
| 4.   | 河北冀东水泥/河北唐山冀东水泥（2004年-2005年） | |
| 5.   | 唐山清泉/河北唐山/河北唐山清泉（2005年） | |
| 6.   | 沈部/营口东华沈部队/沈部东华男子篮球队（2004年）→ 浙江广厦（2005年-2006年） | 加入CBA联赛 |
| 7.   | 吉林澳华职业篮球俱乐部/吉林/吉林澳华 （2004年-2006年） | |
| 8.   | 重庆（2004年-2006年） | |
| 9.   | 天津大港 （2004年）→ 天津天大力能（2005年）→ 天津荣钢（2006年-2008年） | 加入CBA联赛 |
| 10.  | 青岛双星（2004年-2008年） | 加入CBA联赛 |
| 11.  | 大连鸿安（2007年-2008年） | |
| 12.  | 广东凤铝（2007年-2008年） | |
| 13.  | 深圳新胜威（2008年） | |
| 14.  | 安徽九方（2009年-2010年） | |
| 15.  | 鞍山西洋（2006年-2009年）→ 辽宁西洋肥业 (2010年） | |
| 16.  | 杭州永通（2008年-2011年) | |
| 17.  | 宁夏哈纳斯（2009年-2011年) | |
| 18.  | 沈阳东进/沈阳新民东进（2009年-2011年) | |
| 19.  | 辽宁三沟（2010年-2011年) | |
| 20.  | 湖北卓安 †（2011年） | † 2011年NBL赛季开赛前，湖北卓安已经取得了参赛资格，然而这支在2011年才成立的球队只组织了1天集训，球员在领完装备后回去不久俱乐部就解散了，因此并没有实际参与该赛季的NBL比赛。 |
| 21.  | 山西圣奥/山西圣奥晋煤（2007年-2012年) | |
| 22.  | 四川时代冰川 （2004年）→ 四川 （2005年）→ 四川五牛（2006年）→ 四川（2007年）→ 四川金强（2008年）→ 四川（2009年）→ 四川金强（2010年-2013年）                                                                                            | 加入CBA联赛 |
| 23.  | 河北清泉（2006年-2013年） | |
| 24.  | 惠州烽驰 （2008年）→ 广州六穗 (2009年）→ 广州黄埔 （2010年-2011年）→ 广州星堡酒庄（2012年）→ 广州黑牛食品 （2013年） | |
| 25.  | 威海新力地产（2012年）→ 威海新力 (2013年） | |
| 26.  | 湖北（2004年-2012年）→ 湖北马可波罗（2014年） | |
| 27.  | 黑龙江大庆/黑龙江大庆油田/黑龙江（2004年-2008年）→ 黑龙江肇州丰绅/黑龙江丰绅（2009年-2014年） | |
| 28.  | 东莞柏宁（2006年-2009年）→ 广东长安 (2010年-2011年) → 长沙柏宁 (2012年) → 湖南长沙银行 (2013年-2014年) | |
| 29.  | 江苏同曦（2008年-2014年） | 加入CBA联赛 |
| 30.  | 广州自由人 （2009年-2013年） → 重庆翱龙/ 重庆黑山谷（2014年） | 加入CBA联赛 |
| 31.  | 江西鑫业（2012年-2014年） | |
| 32.  | 江苏国立雄狮/江苏国立（2012年）→ 江苏国立汽服/国立汽服（2016年-2017年）→ 江苏国立雄狮/江苏国立（2018年） | |
| 33.  | 拉萨净土（2015年-2018年） | |
| 34.  | 贵州森航（2013年-2017年）→ 贵州古雾堂茶（2018年-2019年） | |
| 35.  | 北京东方雄鹿/北京雄鹿 (2015年) → 北京首体股份东方雄鹿/首体股份 (2016年) → 北京东方雄鹿/北京雄鹿 (2017年) → 北京国安雄鹿 (2018年) → 北京雄鹿/北京东方雄鹿 (2019年，2021年)                                                              | |
| 36.  | 江苏华兰 （2016）→ 重庆三海兰陵 （2017） → 重庆玲珑轮胎（2018) → 重庆华熙国际/重庆华熙（2019-2021） | |
| 37.  | 武汉当代（2018年-2021年） | |
| 38.  | 新疆天山雄鹰（2021年） | |
| 39.  | 郑州大运 （2015年） → 洛阳中赫/洛阳金星 （2016年-2018年） → 洛阳金星海象 （2019年） → 海南金星海象/海南海象（2020年） → 海南海口海象（2021年）→ 海南海口海象/海口海象/海南海象 †（2022年）                                             | † 在2022年NBL赛季开时的时候，海南海口海象/海口海象/海南海象在完成第一轮比赛后，球队17人集体感染新冠病毒。为了俱乐部集体人员的身体健康，宣布暂时退出NBL2022赛季。            |
| 40.  | 香港/香港新丽宝（2010年-2012年）→ 香港信达（2013年）→ 陕西信达/陕西渭南信达（2014年-2015年）→ 陕西信达 （2016年-2023年） | |
| 41.  | 南京部队（2011年）→ 南京军区悦达 （2012年-2014年）→ 南京军区悦达/南京军区篮球俱乐部 （2015年）→ 东部陆军 （2016年）→ 南京溧水 （2017年）→ 合肥原创 （2018年-2019年）→ 佛山功夫小子 （2020年-2022年）→ 辽宁益胜/辽宁益胜雪狼 （2023年） | |
| 42.  | 河南济源钢铁/河南济钢（2006年-2011年）→ 河南济源煤业（2012年）→ 河南赊店老酒（2013年-2021年）→ 河南赊店老酒（2023年-2024年） | |
| 43.  | 安徽文一 （2014年-2025年） | |
| 44.  | 广西（2004年-2011年）→ 广西威壮（2012年-） | |
| 45.  | 安徽江淮闪电/江淮闪电 (2016年) → 福建闪电 (2017年-2018年) → 安徽莆田兴发闪电/莆田兴发 (2019年-2020年) → 福建风之子 (2021年-2022年) → 合肥狂风 (2023年) → 合肥狂风峻茂 (2024年-)                                                        | |
| 46.  | 湖南勇胜 （2016年-2017年）→ 湖南金健米业 (2018年-2019年) → 长沙金健米业 (2020年-2021年) → 长沙湾田勇胜 (2022年-2024年) → 长沙勇胜 (2025年-)                                                                                            | |
| 47.  | 河北翔蓝 （2016年-2021年） → 石家庄翔蓝 （2022年-） | |
| 48.  | 江苏盐南苏科 （2021年-2023年）→ 江苏汤沟国藏（2024年）→ 盐南汤沟国藏（2025年-） | |
| 49.  | 武汉锟鹏 （2022年-2024年）→ 湖北文旅（2025年-） | |
| 50.  | 香港金牛（2023年-） | |
| 51.  | 江西赣驰（2023年-2024年）→ 江西鲸裕清酒（2025年-） | |

## 历年球队主教练
| 球队 | 执教年份/日期 | 教练 | 备注 |
| ---- | ------------- | ---- | ---- |

## 历届NBL決賽
| 年度 | 冠军       | 亚军                              |
| 2004 | 云南红河   | 东莞新世纪                        |
| 2005 | 东莞新世纪 | 浙江广厦                          |
| 2006 | 浙江广厦   | 天津荣钢                          |
| 2007 | 天津荣钢   | 广东凤铝                          |
| 2008 | 广东凤铝   | 天津荣钢                          |
| 2009 | 东莞柏宁   | 广州自由人                        |
| 2010 | 江苏同曦   | 广州黄埔                          |
| 2011 | 江苏同曦   | 广州黄埔                          |
| 2012 | 广州六穗   | 广州自由人                        |
| 2013 | 四川金强   | 江苏同曦                          |
| 2014 | 广西威壮   | 江苏同曦                          |
| 2015 | 陕西信达   | 安徽文一                          |
| 2016 | 安徽文一   | 贵州森航                          |
| 2017 | 陕西信达   | 安徽文一                          |
| 2018 | 陕西信达   | 湖南金健米业                      |
| 2019 | 安徽文一   | 广西威壮                          |
| 2020 | 安徽文一   | 广西威壮                          |
| 2021 | 广西威壮   | 陕西信达                          |
| 2022 | 广西威壮   | 陕西信达                          |
| 2023 | 安徽文一   | 陕西信达（退赛） 广西威壮递补亚军 |
| 2024 | 香港金牛   | 安徽文一                          |

## 晋级CBA
尽管中国篮协一直没有承认NBL联赛与CBA联赛之间的直接晋级关系，但是CBA的新晋球队都是从NBL中选择已经成为惯例。2014年度，中国篮协正式发布文件《2014年NBL俱乐部新加盟CBA联赛评选办法》，明确了只有NBL球队才能加入CBA联赛，并提出了明确的评分标准。